# Dictionary of New Zealand Biography
Das Dictionary of New Zealand Biography (DNZB), auch als The Dictionary of New Zealand Biography bekannt, ist ein neuseeländisches Lexikon mit Biografien von über 3000 bereits verstorbenen bedeutsamen Neuseeländern. Anfänglich ausschließlich in gedruckter Form veröffentlicht, werden Biografien neuseeländischer Persönlichkeiten heute über eine Webseite des Ministry for Culture & Heritage (Kulturministerium) der Öffentlichkeit zugänglich gemacht.

## Geschichte

### Dictionary als Buch
Die erste Ausgabe des Dictionary's erschien im Jahr 1990, herausgegeben von dem Verlag Allen & Unwin in Zusammenarbeit mit dem Department of Internal Affairs, (Innenministerium). Es wurde als Band 1 herausgegeben und deckte die Jahre 1769 bis 1869 ab. Der zweite Band, der die Jahre 1870 bis 1900 abdeckte, folgte 1993. Bände 3 und 4 folgten in den Jahren 1996 und 1999. Band 5 erschien im Jahr 2000 und war schließlich der letzte Band in gedruckter Form. Parallel zu den englischen Ausgaben wurden die Bände auch in Māori übersetzt und unter dem Namen Ngā Tāngata Taumata Rau herausgegeben.
Das „Dictionary of New Zealand Biography“ ist nicht mit der zweibändigen Ausgabe „A Dictionary of New Zealand Biography“ von Guy Hardy Scholefield zu verwechseln, die 1940 vom Department of Internal Affairs herausgegeben wurde.

### Dictionary als Online-Datenbank
Im Jahr 2002 wurde das DNZB als eine Online-Datenbank der Öffentlichkeit vorgestellt und unter einer eigenen Domainadresse dnzb.govt.nz Online zu erreichen. Später wurden das Webportal des DNZB in das Webportal von Te Ara integriert und rund 900 Biografien von An Encyclopaedia of New Zealand aus dem Jahr 1966 übernommen.

## Heute
Am 4. Juli 2011 wurde Ngā Tāngata Taumata Rau mit allen Biografien der Jahre 1769 bis 1960 in Māori als E-Book herausgegeben und im Rahmen der Māori language week der Öffentlichkeit vorgestellt.
Heute bietet das Dictionary of New Zealand Biography zusätzlich zu einer komfortablen Artikelsuche die Möglichkeit, sich an dem Projekt zu beteiligen. Das Portal wurde unter Creative Commons Attribution-NonCommercial 3.0 New Zealand Licence gestellt.

## Ausgaben des DNZB
- Department of Internal Affairs (Hrsg.): The Dictionary of New Zealand Biography, 1769–1869. Volume I. Allen & Unwin, Wellington 1990 (englisch).
- Department of Internal Affairs (Hrsg.): The Dictionary of New Zealand Biography, 1870–1900. Volume II. Bridget Williams Books, Wellington 1993 (englisch).
- Department of Internal Affairs (Hrsg.): The Dictionary of New Zealand Biography, 1901–1920. Volume III. Auckland University Press, Auckland 1996 (englisch).
- Department of Internal Affairs (Hrsg.): The Dictionary of New Zealand Biography, 1921–1940. Volume IV. Bridget Williams Books, Wellington 1998 (englisch).
- Department of Internal Affairs (Hrsg.): The Dictionary of New Zealand Biography, 1941–1960. Volume V. Auckland University Press, Auckland 2000 (englisch).

Alle Bände wurden in Māori von Claudia Orange übersetzt und unter dem Titel Ngā Tāngata Taumata Rau herausgegeben.